# 수원늘항
수원늘항은 경상남도 남해군 설천면 문의리, 수원늘마을 인근에 있는 어항이다. 2002년 8월 6일 어촌정주어항으로 지정하여 관리하고 있다. 시설관리자는 남해군수이다.

## 어항 연혁
- 고려왕조가 멸망하기 4년전에 이성계가 금산에서 백일기도를 마치고 한양으로 돌아가는 길에 이곳을 지났는데 굽이굽이 험한고개를 넘어왔다 하여 왕지(枉池)라 하였으며 한국 말로는 '수원늘'이라 불러 왔다.

## 어항 시설
- 방파제 L=40, B=5.5, 선착장 L=0m, B=0m, 호안 L=66, B=6m

## 주요 어종
- 숭어, 도다리, 노래미, 감성돔, 패각류 등